# Barbara Bechmann
Barbara Bechmann (* 26. Dezember 1950 in Wernshausen) ist eine deutsche Politikerin (CDU) und war im Jahr 2009 wenige Monate lang Abgeordnete im Thüringer Landtag. Von 2005 bis 2009 war sie stellvertretendes Mitglied am Thüringer Verfassungsgerichtshof. 

## Beruflicher Werdegang
Nach dem Abitur 1969 nahm sie ein Wirtschaftsstudium an der Handelshochschule Leipzig auf, dass sie 1973 mit dem Diplom abschloss. Anschließend war sie bis 1991 für den VEB Werkzeugkombinat Schmalkalden tätig, danach bis 2009 für einen Freiberufler.

## Politisches und gesellschaftliches Engagement
Von 1990 bis 2009 gehörte Bechmann dem Gemeinderat ihres Geburtsortes Wernshausen bzw. nach dessen Eingemeindung Ende 2008 dem Stadtrat von Schmalkalden an. In der Wahlperiode 2014 bis 2019 war sie Vorsitzende des Sozialausschusses.
Von 2002 bis 2006 war sie CDU-Vorstandsmitglied im Landkreis Schmalkalden-Meiningen.
Am 15. September 2005 wählte der Thüringer Landtag sie mit einer Mehrheit von 77 von 85 abgegebenen Stimmen für fünf Jahre zum stellvertretenden Mitglied des Thüringer Verfassungsgerichtshofs.
Am 1. Februar 2009 zog sie als Nachrückerin für Jörg Schwäblein, der Chef der Lotteriegesellschaft Thüringen geworden war, in den Thüringer Landtag ein. Schon nach der Landtagswahl 2009, die am 30. August stattfand, schied sie jedoch wieder aus dem Landtag aus. Sie hatte in keinem Wahlkreis und nur auf Platz 45 der CDU-Landesliste kandidiert.

## Ämter und Mitgliedschaften
- Seit 2013 Mitglied im Gemeindekirchenrat der evangelischen Kirchgemeinde Wernshausen[5]

## Privatleben
Barbara Bechmann ist verheiratet und hat ein Kind. Sie lebt in Wernshausen.